# Gmina Frederiksværk
Gmina Frederiksværk (duń. Frederiksværk Kommune) - istniejąca w latach 1970-2006 gmina w Danii w  okręgu Frederiksborg Amt. 
Siedzibą władz gminy było miasto Frederiksværk. 
Gmina Frederiksværk została utworzona 1 kwietnia 1970 na mocy reformy podziału administracyjnego Danii. Po kolejnej reformie administracyjnej w roku 2007 weszła w skład nowej gminy Halsnæs.

## Dane liczbowe
- Liczba ludności: (♀ 10 196 + ♂ 10 144) = 20 340
  - wiek 0-6: 8,6%
  - wiek 7-16: 12,3%
  - wiek 17-66: 65,6%
  - wiek 67+: 13,6%
- zagęszczenie ludności: 228,5 osób/km² (2004)
- bezrobocie: 4,5% osób w wieku 17-66 lat
- cudzoziemcy z UE, Skandynawii i USA: 106 na 10 000 osób
- cudzoziemcy z krajów Trzeciego Świata: 424 na 10 000 osób
- liczba szkół podstawowych: 6 (liczba klas: 116)